# Osmia trifoliama
Osmia trifoliama är en biart som beskrevs av Sandhouse 1939. Osmia trifoliama ingår i släktet murarbin, och familjen buksamlarbin. Inga underarter finns listade i Catalogue of Life.